# Sarah Waters
Sarah Ann Waters OBE (Neyland, 21 de julho de 1966) é uma romancista galesa. Ela é mais conhecida por seus romances ambientados na sociedade vitoriana e com protagonistas lésbicas, como Tipping the Velvet e Fingersmith.

## Biografia

### Primeiros anos
Sarah Waters nasceu em Neyland, Pembrokeshire, no País de Gales, em 1966. Mais tarde, ela se mudou para Middlesbrough, na Inglaterra, quando tinha oito anos de idade. Ela cresceu em uma família que incluía seu pai Ron, sua mãe Mary e uma irmã "muito mais velha". Sua mãe era dona de casa e seu pai um engenheiro que trabalhava em refinarias de petróleo. Ela descreve sua família como "muito idílica, muito segura e acolhedora". Seu pai, "uma pessoa fantasticamente criativa", a encorajou a construir e inventar.

Waters disse: "Quando me imagino criança, vejo-me construindo algo, de plasticina, papel machê ou Meccano; eu também gostava de escrever poemas e histórias." Ela escreveu histórias e poemas que descreve como "terríveis pastiches góticos", mas não havia planejado sua carreira. Apesar de seu óbvio prazer em escrever, ela não sentiu nenhuma vocação ou preferência especial para se tornar uma romancista em sua juventude.
| “ | Não sei se pensei muito nisso, realmente. Eu sei que, por um longo tempo, eu queria ser arqueóloga – como muitas crianças. E eu acho que sabia que estava indo para a universidade, mesmo que ninguém mais na minha família tivesse ido. Eu realmente gostei de aprender. Lembro-me de minha mãe me dizendo que um dia eu poderia ir para a universidade e escrever uma tese, e explicando o que era uma tese; e parecia uma perspectiva muito emocionante. Eu estava claramente me sentindo um pouco como uma nerd. | ” |

Waters era uma apoiadora da Campanha pelo Desarmamento Nuclear (em inglês: Campaign for Nuclear Disarmament), tendo aderido por causa do seu namorado na época. Politicamente, ela sempre se identificou como esquerdista.

### Educação
Depois da Milford Haven Grammar School, Waters frequentou a universidade e se formou em literatura inglesa. Ela recebeu um BA da Universidade de Kent, um MA da Universidade de Lancaster e um PhD da Queen Mary, Universidade de Londres. Sua tese de doutorado, intitulada "Peles de lobo e togas: ficções históricas lésbicas e gays, de 1870 até o presente" (em inglês: Wolfskins and togas: lesbian and gay historical fictions, 1870 to the present), serviu de inspiração e material para livros futuros. Como parte de sua pesquisa, ela leu pornografia do século XIX, na qual encontrou o título de seu primeiro livro, Tipping the Velvet. No entanto, suas influências literárias também são encontradas nos clássicos populares da literatura vitoriana, como Charles Dickens, Wilkie Collins, Mary Shelley e as Brontës, e nos romancistas contemporâneos que combinam um grande interesse pela literatura vitoriana com uma abordagem pós-modernista da ficção, especialmente A. S. Byatt e John Fowles. Nights at the Circus, de Angela Carter, também teve uma grande influência em seu romance de estreia; Waters elogia Carter por sua prosa literária, seu "toque comum" e seu compromisso com o feminismo.

### Vida pessoal
Waters revelou-se lésbica no final da década de 1980. Ela está em um relacionamento com a editora de texto Lucy Vaughan desde 2002. Em 2007, ela morava em Kennington, sudeste de Londres.

## Carreira
Antes de escrever romances, Waters trabalhou como acadêmica, obtendo um doutorado e lecionando. Waters foi diretamente de sua tese de doutorado para seu primeiro romance. Foi durante o processo de escrita de sua tese que ela pensou em escrever um romance; ela começou assim que a tese foi concluída. Seu trabalho é muito intensivo em pesquisa, o que é um aspecto que ela aprecia. Waters foi brevemente membro do antigo círculo de escritores de Londres Norte, cujos membros incluíam os romancistas Charles Palliser e Neil Blackmore, entre outros.
Com exceção de The Little Stranger, todos os seus livros contêm temas lésbicos, e ela não se importa em ser rotulada de escritora lésbica. Ela disse: "Estou escrevendo com uma agenda lésbica clara nos romances. Está bem no centro dos livros." Apesar dessa "agenda comum em extrair histórias lésbicas de partes da história que são consideradas bastante heterossexuais", ela também chama suas protagonistas lésbicas de "incidentais", devido à sua própria orientação sexual. "É assim que acontece na minha vida, e é assim que acontece, na verdade, para a maioria das pessoas lésbicas e gays, não é? É algo que simplesmente acontece na sua vida."

### Tipping the Velvet(1998)
Sua obra de estreia foi o picaresco vitoriano, Tipping the Velvet, publicado pela editora Virago Press em 1998. O romance levou 18 meses para ser escrito. O título do livro vem da gíria vitoriana para cunilíngua. Waters descreve o romance como uma "espécie de brincadeira muito otimista (...)".
Ganhou o prêmio Betty Trask em 1999 e foi pré-indicado para o prêmio Mail on Sunday / John Llewellyn Rhys.
Em 2002, o romance foi adaptado para uma série de televisão de três partes com o mesmo nome para a BBC Two. Foi traduzido para pelo menos 24 línguas, incluindo chinês, letão, húngaro, coreano e esloveno.

### Affinity(1999)
O segundo livro de Waters, Affinity, foi publicado um ano depois do primeiro, em 1999. O romance, também ambientado na era vitoriana, centra-se no mundo do espiritualismo vitoriano. Enquanto terminava seu romance de estreia, Waters estava trabalhando em um artigo acadêmico sobre espiritualismo. Ela combinou seus interesses em espiritualismo, prisões e a era vitoriana em Affinity, que conta a história do relacionamento entre uma mulher de classe média alta e um espiritualista preso.
O romance é menos alegre do que os que o precederam e os que o sucederam. Waters achou menos agradável escrever. "Era um mundo muito sombrio para se entrar todos os dias", disse ela.
Affinity ganhou o Stonewall Book Award e Somerset Maugham Award. Andrew Davies escreveu um roteiro adaptando Affinity e o longa-metragem resultante estreou em 19 de junho de 2008 na noite de abertura do Frameline, o Festival de Cinema LGBT de São Francisco, no Castro Theater.

### Fingersmith(2002)
Fingersmith foi publicado em 2002. Foi pré-indicado para o Prêmio Booker e o Prêmio Orange.
Fingersmith foi transformado em uma série para a BBC One em 2005, estrelando Sally Hawkins, Elaine Cassidy e Imelda Staunton. Waters aprovou a adaptação, chamando-a de "um show de qualidade realmente boa" e disse que era "muito fiel ao livro. Às vezes era assustadoramente fiel ao livro, o que era emocionante". O romance foi posteriormente adaptado novamente pelo diretor sul-coreano Park Chan-wook para o filme The Handmaiden de 2016, que ambientou a história na Coreia ocupada pelos japoneses na década de 1930.
Fingersmith foi escolhido pelo cantor e artista David Bowie como um dos seus "100 melhores livros".

### The Night Watch(2006)
Waters levou quatro anos para escrever The Night Watch. Ela difere dos três primeiros romances em seu período de tempo e em sua estrutura. Embora sua tese e livros anteriores se concentrassem no século XIX, Waters disse que "algo sobre a década de 1940 me chamou a atenção". Também tinha um enredo menos definido do que seus outros livros. Waters disse:
| “ | Tive mais ou menos que descobrir o livro à medida que avançava – uma experiência muito demorada e enervante para mim, pois experimentei cenas e capítulos de muitas maneiras diferentes. Acabei com uma pilha de cenas rejeitadas com cerca de um metro de altura. No final foi gratificante perceber o que deveria ir para onde; mas muitas vezes parecia uma luta livre. | ” |

O romance conta as histórias de um homem e três mulheres na Londres dos anos 1940. Waters descreve-o como "fundamentalmente um romance sobre desilusão, perda e traição", bem como "contato real entre pessoas e intimidade genuína".
Em 2005, Waters recebeu o lance mais alto (mil libras esterlinas) durante um leilão de caridade no qual o prêmio era a oportunidade de ter o nome do vencedor imortalizado em The Night Watch. O leilão contou com a participação de muitos romancistas britânicos notáveis, e o nome da licitante, a autora Martina Cole, apareceu no romance de Waters.
The Night Watch foi adaptado para a televisão pela BBC Two e transmitido em 12 de julho de 2011.

### The Little Stranger(2009)
Também ambientado na década de 1940, The Little Stranger também difere dos romances anteriores de Waters. É o primeiro livro dela sem personagens abertamente lésbicas. Inicialmente, Waters decidiu escrever um livro sobre as mudanças econômicas trazidas pelo socialismo na Grã-Bretanha do pós-guerra, e os críticos observam a conexão com Evelyn Waugh. Durante a construção do romance, ele se transformou em uma história de fantasmas, focada em uma família de nobres donos de uma grande casa de campo que não têm mais condições de manter.

### The Paying Guests(2014)
Este romance se passa na década de 1920, no contexto social e econômico da Primeira Guerra Mundial. As famílias estão em circunstâncias reduzidas e Frances Wray e sua mãe precisam acolher hóspedes para sobreviver. O relacionamento lésbico em desenvolvimento entre Frances e a inquilina Lilian Barber fornece um pano de fundo complexo para uma investigação de assassinato que ocupa a segunda metade do livro. The Observer disse: "A inimitável Sarah Waters lida com uma mudança dramática de tom com desenvoltura em seu novo romance ambientado no sul de Londres na década de 1920". O Telegraph descreveu-o como "uma escrita misteriosa e virtuosa".

## Obras publicadas

### Não ficção
- Waters, Sarah (1994). «'A Girton Girl on a throne' : Queen Christina and versions of lesbianism, 1906-1933». Feminist Review (em inglês) (46): 41–60. JSTOR 1395418. doi:10.2307/1395418
- Waters, S. (1995). «"The Most Famous Fairy in History": Antinous and Homosexual Fantasy». Journal of the History of Sexuality (em inglês). 6 (2): 194–230. JSTOR 3704122
- Waters, Sarah. Wolfskins and togas : lesbian and gay historical fictions, 1870 to the present (PhD thesis) (em inglês)

### Romance
- 1998: Tipping the Velvet (em inglês)
- 1999: Affinity (em inglês)
- 2002: Fingersmith (em inglês)
- 2006: The Night Watch (em inglês)
- 2009: The Little Stranger (em inglês)
- 2014: The Paying Guests (em inglês)

### Estudos críticos e resenhas das obras de Waters
- Hughes, Emma (10 de setembro de 2014). «[Untitled review of The paying guests]». Books. Country Life (em inglês). 208 (37). 138 páginas

## Prêmios e honrarias
Waters foi indicada como um dos "20 Melhores Jovens Escritores Britânicos" pela revista literária Granta em janeiro de 2003. No mesmo ano, ela recebeu o Prêmio South Bank de Literatura. Ela foi nomeada Autora do Ano no British Book Awards de 2003. Em 2006 e 2009, ela ganhou o prêmio de "Escritora do Ano" no prêmio anual Stonewall Awards. Ela foi eleita membro da Royal Society of Literature em 2009. Ela possui um título honorário da Universidade de Lancaster. Ela foi incluída na Lista Pinc de importantes figuras LGBT galesas.
Ela foi nomeada Oficial da Ordem do Império Britânico (OBE) nas Honrarias de Aniversário de 2019 por serviços prestados à literatura.
Cada um de seus romances também recebeu prêmios.

### Tipping the Velvet
- Prêmio Betty Trask, 1999
- Melhor livro do ano da Library Journal, 1999
- Mail on Sunday / Prêmio John Llewellyn Rhys, 1999
- Livro Notável do Ano do The New York Times, 1999
- Prêmio Ferro-Grumley de Ficção Lésbica (pré-selecionado), 2000
- Prêmio Literário Lambda para Ficção Lésbica, 2000

### Affinity
- Prêmio Stonewall Book, 2001[33]
- Livro do Ano do País de Gales (seleção final), 2000
- Prêmio Ferro-Grumley de Ficção Lésbica Ficção, 2000
- Prêmio Literário Lambda para Ficção Lésbica (pré-selecionado), 2000
- Mail on Sunday / Prêmio John Llewellyn Rhys (prêmio final), 2000
- Prêmio Somerset Maugham, 2000
- Prêmio Jovem Escritor do Ano do Sunday Times, 2000
- A melhor ficção policial traduzida do ano no Japão, Kono Mystery ga Sugoi!, 2004

### Fingersmith
- Crime Writer's Association,  Prêmio Ellis Peters Historical Dagger, 2002
- Prêmio Man Booker (prêmio final), 2002
- Prêmio Orange de Ficção (pré-selecionado), 2002
- Autor do Ano do British Book Awards, 2003
- A melhor ficção policial traduzida do ano no Japão, Kono Mystery ga Sugoi!, 2005

### The Night Watch
- Prêmio Man Booker (prêmio final), 2006
- Prêmio Orange de Ficção (pré-selecionado), 2006
- Prêmio Literário Lambda, 2007

### The Little Stranger
- Prêmio Man Booker (prêmio final), 2009[34]
- Nomeado para o Prêmio Shirley Jackson, 2009[35]

### The Paying Guests
- Prêmio Baileys Feminino de Ficção (selecionado) 2015

## Adaptações
| - 2002: Tipping the Velvet (em inglês), BBC Two - 2005: Fingersmith (em inglês), BBC One - 2008: Affinity (em inglês), ITV1 - 2011: The Night Watch (em inglês), BBC Two | - 2015: Tipping the Velvet (em inglês) - 2019: The Night Watch (em inglês) |

### Cinema
- 2016: The Handmaiden (em inglês)
- 2018: The Little Stranger (em inglês)